# 伊勢市立伊勢宮川中学校
伊勢市立伊勢宮川中学校（いせしりついせみやがわちゅうがっこう）は、三重県伊勢市にある公立中学校。2017年（平成29年）4月1日に伊勢市立宮川中学校と伊勢市立沼木中学校を統合して開校した。校地は旧宮川中学校を継承した。

## 旧宮川中学校
伊勢市立宮川中学校（いせしりつみやがわちゅうがっこう）は、三重県伊勢市二俣四丁目にあった公立中学校。略称は「宮中」。
校地面積は38,459 m2で、4階建ての校舎（面積5,899 m2）、15,700 m2の運動場、1,418m2の体育館、25 m×7コースのプールを有した。

### 宮川中学校の沿革
- 1947年5月5日 - 宇治山田市立第四中学校が創立する。
- 1948年5月9日 - 宇治山田市立宮川中学校と改称する。
- 1949年2月13日 - 新校舎の落成式を挙行する。この日を学校創立記念日と制定する。
- 1955年1月1日 - 市名改称に伴い、伊勢市立宮川中学校に改称する。
- 1959年9月26日 - 伊勢湾台風により、校舎に大きな被害を受ける。
- 1968年3月8日 - 体育館兼講堂の竣工式を挙行する。
- 1970年7月9日 - プールが完成、プール開きを行う。
- 1977年3月27日 - 校舎改築工事の完工式を挙行する。
- 2005年4月1日 - 学期制を3学期制から2学期制へ移行する。
- 2017年3月31日 - 閉校。

## 旧沼木中学校
伊勢市立沼木中学校（いせしりつぬまきちゅうがっこう）は、三重県伊勢市上野町にあった公立中学校。三重交通バス「沼木中学校前」停留所下車徒歩約1分のところに所在し、伊勢市立上野小学校の学校区とほぼ同一であった。
校地面積は7,692 m2で、校舎は1,649 m2の2階建て、運動場は4,300 m2、体育館は鉄筋コンクリート平屋（一部鉄骨）造り、延べ面積841.95 m2（アリーナ：28.7 m×24.0 m、ステージ：12.0 m×3.0 m）、プールは25 m×5コースであった。

### 沼木中学校の沿革
- 1947年（昭和22年）4月1日 - 学校教育法施行により、沼木村立沼木中学校を創設。
- 1947年（昭和22年）4月15日 - 沼木村立上野小学校と沼木村立矢持小学校に併設。
- 1947年（昭和22年）5月5日 - 開校式を挙行。
- 1952年（昭和27年）10月1日 - 矢持分校が開校。
- 1952年（昭和27年）12月13日 - 本校新校舎の落成式を挙行。
- 1954年（昭和29年）2月27日 - 分校新校舎の落成式を挙行。
- 1955年（昭和30年）1月1日 - 沼木村の伊勢市編入に伴い、伊勢市立沼木中学校に改称。
- 1959年（昭和34年）9月26日 - 伊勢湾台風により本校校舎が半壊。
- 1960年（昭和35年）6月1日 - 校舎危険のため、上野小学校の第3棟を借用。
- 1961年（昭和36年）10月1日 - 復旧新校舎の落成式を挙行。
- 1963年（昭和38年）2月10日 - 校歌を制定。
- 1966年（昭和41年）4月1日 - 矢持分校を廃止、本校に統合。
- 1968年（昭和43年）3月10日 - 体育館が落成。
- 1974年（昭和49年）7月30日 - プール完工式を挙行。
- 1990年（平成2年）2月24日 - 特別校舎改築竣工。
- 1991年（平成3年）7月25日 - 運動場改修。
- 1995年（平成7年）8月31日 - 校舎大改修工事（窓枠・外壁・天井）が完了。
- 1998年（平成10年）9月26日 - 体育館改築起工式。
- 1999年（平成11年）7月30日 - 体育館完成[1]。
- 1999年（平成11年）8月5日 - 体育館竣工式。
- 2005年（平成17年）4月1日 - 3学期制から2学期制に移行。

### 旧沼木中学校の周辺
- ノリタケ伊勢電子 本社
- 伊勢市役所 沼木支所
- 沼木郵便局
- 伊勢市立上野小学校

## 周辺
- 三重県立宇治山田高等学校
- 伊勢市立早修小学校
- 社会福祉法人三重済美学院

## 交通アクセス
- 三重交通バス 伊勢市駅・宇治山田駅から「宮川中学校」行き乗車、「宮川中学校前」バス停下車約250 m、徒歩約4分
- JR東海 参宮線 山田上口駅から約1.8 km、徒歩約22分
- 近鉄山田線 宮町駅から約2.2 km、徒歩約27分
- 伊勢自動車道 伊勢西インターチェンジから約4 km

## 出身者
- 小池弘文 - 陸上競技選手、1988年ソウルオリンピック出場（旧・宮川中出身）[2]
- はやみねかおる - 小説家（旧・宮川中出身）[2]